# Maximilian Ratzenböck
Maximilian Ratzenböck (* 20. August 1991 in Schärding am Inn) ist ein österreichischer Schauspieler und Kabarettist sowie ehemaliger Fußballspieler.

## Leben
Ratzenböck wuchs in der oberösterreichischen Marktgemeinde Taufkirchen an der Pram im Innviertel auf. Er absolvierte eine Lehre als Reisebürokaufmann und war als Fußballspieler aktiv, unter anderem in seinem Heimatdorf und beim SV Riedau.
Als Schauspieler war Ratzenböck bei Wien – Tag & Nacht ab der ersten Episode in der Hauptrolle des „Konstantin Auerberg“ zu sehen, bis die Serie mit der 100. Folge endete. Vom 12. September 2014 (Folge 428) bis zum 30. September 2016 (Folge 951) war er bei Köln 50667 in der Hauptrolle des Valentin Eggenhofer zu sehen.
Im Anschluss an seinen Ausstieg ging er nach Österreich zurück, wo er als Model tätig war, Werbespots drehte, als Kabarettist das Fußball-Parodie-Programm „Nachspielzeit“ kreierte und bei Sky Sport Austria als Kommentator tätig wurde. Bei dem Kabarett setzte Ratzenböck darauf, bekannte Fußballer im innviertlerischen Dialekt zu parodieren, zudem half ihm eigenen Bekunden zufolge seine zwölf Jahre als aktiver Fußballer. Seine Premiere als Kommentator feierte im September 2018 in der Zweitliga-Partie 1. Wiener Neustädter SC gegen SV Ried.

## TV
- 2014–2015: Wien – Tag & Nacht, ATV (Fernsehserie)
- 2014–2016: Köln 50667, RTL 2 (Fernsehserie)
- 2019–2023: Die Abstauber, Sky Austria (Fernsehserie)

## Comedy / Kabarett
- 2016–2017: Nachspielzeit LIVE!